# James Wainaina Kungu
James Wainaina Kungu (ur. 23 grudnia 1956 w Ngenya) – kenijski duchowny rzymskokatolicki, od 2009 biskup Muranga.